# Campionati del mondo di atletica leggera 2015 - 200 metri piani maschili
La gara dei 200 metri piani maschili dei Campionati del mondo di atletica leggera 2015 si è svolta tra il 25 e il 27 agosto.

## Podio
| Pos.    | Atleta          | Nazionalità | Tempo |
| ------- | --------------- | ----------- | ----- |
| Oro     | Usain Bolt      | Giamaica    | 19"55 |
| Argento | Justin Gatlin   | Stati Uniti | 19"74 |
| Bronzo  | Anaso Jobodwana | Sudafrica   | 19"87 |

## Situazione pre-gara

### Record
Prima di questa competizione, il record del mondo e il record dei campionati erano i seguenti.
| Record                | Prestazione | Atleta              | Data                             | Competizione  |
| --------------------- | ----------- | ------------------- | -------------------------------- | ------------- |
| Record mondiale       | 19"19       | Usain Bolt Giamaica | 20 agosto 2009 Berlino, Germania | Mondiali 2009 |
| Record dei campionati | 19"19       | Usain Bolt Giamaica | 20 agosto 2009 Berlino, Germania | Mondiali 2009 |

### Campioni in carica
I campioni in carica, a livello mondiale e olimpico, erano:
| Campione | Atleta              | Prestazione | Data                              | Competizione         |
| -------- | ------------------- | ----------- | --------------------------------- | -------------------- |
| Olimpico | Usain Bolt Giamaica | 19"32       | 9 agosto 2012 Londra, Regno Unito | Giochi olimpici 2012 |
| Mondiale | Usain Bolt Giamaica | 19"66       | 17 agosto 2013 Mosca, Russia      | Mondiali 2013        |

### La stagione
Prima di questa gara, gli atleti con le migliori tre prestazioni dell'anno erano:
| Pos. | Atleta                    | Prestazione | Data                               |
| ---- | ------------------------- | ----------- | ---------------------------------- |
| 1    | Justin Gatlin Stati Uniti | 19"57       | 28 giugno 2015 Eugene, Stati Uniti |
| 2    | Rasheed Dwyer Giamaica    | 19"80       | 23 luglio 2015 Toronto, Canada     |
| 3    | Andre De Grasse Canada    | 19"88       | 24 luglio 2015 Toronto, Canada     |

## Risultati

### Qualificazioni
I primi tre di ogni batteria (Q) e i tre tempi migliori degli esclusi (q) si qualificano alle semifinali.
| Pos. | Batteria | Nome                        | Nazionalità                   | Tempo | Note                                     |
| ---- | -------- | --------------------------- | ----------------------------- | ----- | ---------------------------------------- |
| 1    | 1        | Ramil Guliyev               | Turchia                       | 20"01 | Q,                                       |
| 2    | 2        | Alonso Edward               | Panama                        | 20"11 | Q                                        |
| 3    | 5        | Zharnel Hughes              | Gran Bretagna                 | 20"13 | Q                                        |
| 4    | 6        | Lykourgos-Stefanos Tsakonas | Grecia                        | 20"14 | Q                                        |
| 5    | 5        | Julian Forte                | Giamaica                      | 20"16 | Q                                        |
| 6    | 5        | Brendon Rodney              | Canada                        | 20"18 | Q,                                       |
| 7    | 4        | Justin Gatlin               | Stati Uniti                   | 20"19 | Q                                        |
| 8    | 2        | Churandy Martina            | Paesi Bassi                   | 20"22 | Q,                                       |
| 8    | 7        | Anaso Jobodwana             | Sudafrica                     | 20"22 | Q                                        |
| 10   | 5        | Akani Simbine               | Sudafrica                     | 20"23 | q,                                       |
| 11   | 6        | Warren Weir                 | Giamaica                      | 20"24 | Q,                                       |
| 12   | 7        | Femi Ogunode                | Qatar                         | 20"25 | Q                                        |
| 13   | 1        | Kenji Fujimitsu             | Giappone                      | 20"28 | Q                                        |
| 13   | 3        | Usain Bolt                  | Giamaica                      | 20"28 | Q                                        |
| 15   | 2        | Christophe Lemaitre         | Francia                       | 20"29 | Q                                        |
| 15   | 3        | Roberto Skyers              | Cuba                          | 20"29 | Q                                        |
| 17   | 5        | Jeremy Dodson               | Samoa                         | 20"31 | q,                                       |
| 18   | 2        | Kei Takase                  | Giappone                      | 20"33 | q                                        |
| 19   | 3        | Yancarlos Martínez          | Rep. Dominicana               | 20"34 | Q                                        |
| 20   | 4        | Abdul Hakim Sani Brown      | Giappone                      | 20"35 | Q                                        |
| 20   | 6        | Daniel Talbot               | Gran Bretagna                 | 20"35 | Q                                        |
| 22   | 1        | Reynier Mena                | Cuba                          | 20"37 | Q                                        |
| 23   | 7        | Miguel Francis              | Antigua e Barbuda             | 20"38 | Q                                        |
| 24   | 1        | Hua Wilfried Koffi          | Costa d'Avorio                | 20"39 | Miglior prestazione personale stagionale |
| 25   | 4        | Nickel Ashmeade             | Giamaica                      | 20"40 | Q                                        |
| 26   | 2        | Bruno de Barros             | Brasile                       | 20"42 |                                          |
| 27   | 4        | Carvin Nkanata              | Kenya                         | 20"43 |                                          |
| 27   | 7        | Aaron Brown                 | Canada                        | 20"43 |                                          |
| 29   | 4        | Jeffrey John                | Francia                       | 20"48 |                                          |
| 30   | 2        | Tega Odele                  | Nigeria                       | 20"49 |                                          |
| 31   | 1        | Mike Mokamba Nyang'Au       | Kenya                         | 20"51 |                                          |
| 31   | 3        | Julian Reus                 | Germania                      | 20"51 |                                          |
| 31   | 1        | Isiah Young                 | Stati Uniti                   | 20"51 |                                          |
| 31   | 7        | Kyle Greaux                 | Trinidad e Tobago             | 20"51 |                                          |
| 35   | 3        | Julius Morris               | Montserrat                    | 20"56 |                                          |
| 36   | 7        | Aldemir da Silva Junior     | Brasile                       | 20"59 |                                          |
| 37   | 5        | Serhiy Smelyk               | Ucraina                       | 20"60 |                                          |
| 38   | 6        | Robin Erewa                 | Germania                      | 20"67 |                                          |
| 39   | 4        | Antoine Adams               | Saint Kitts e Nevis           | 20"75 |                                          |
| 40   | 6        | Karol Zalewski              | Polonia                       | 20"77 |                                          |
| 41   | 5        | Sibusiso Matsenjwa          | eSwatini                      | 20"78 | Miglior prestazione personale stagionale |
| 42   | 6        | Adama Jammeh                | Gambia                        | 20"81 | Miglior prestazione personale stagionale |
| 43   | 3        | Teray Smith                 | Bahamas                       | 20"91 |                                          |
| 44   | 5        | Harold Houston              | Bermuda                       | 20"92 |                                          |
| 45   | 3        | Sydney Siame                | Zambia                        | 21"08 |                                          |
| 46   | 2        | Tatenda Tsumba              | Zimbabwe                      | 21"21 |                                          |
| 47   | 1        | Mohammed Abukhousa          | Palestina                     | 21"36 | Miglior prestazione personale stagionale |
| 48   | 6        | Mosito Lehata               | Lesotho                       | 21"43 |                                          |
| 49   | 1        | Ali Liaquat                 | Pakistan                      | 21"55 |                                          |
| 50   | 2        | Luka Rakić                  | Montenegro                    | 21"86 |                                          |
| 51   | 4        | Phearath Nget               | Cambogia                      | 22"11 |                                          |
| 52   | 3        | Mauriel Carty               | Anguilla                      | 22"63 | Miglior prestazione personale stagionale |
| 53   | 4        | Jerai Torres                | Gibilterra                    | 22"77 | Miglior prestazione personale stagionale |
| 54   | 2        | Beouch Ngirchongor          | Isole Marianne Settentrionali | 23"93 | Miglior prestazione personale            |
|      | 7        | Xie Zhenye                  | Cina                          | dq    |                                          |
|      | 7        | Alex Quinonez               | Ecuador                       | dq    |                                          |
|      | 1        | Ahmed Ali                   | Sudan                         | dq    |                                          |
|      | 3        | Rolando Palacios            | Honduras                      | dq    |                                          |
|      | 4        | Mohammad Hossein Abareghi   | Iran                          | dns   |                                          |
|      | 6        | Wallace Spearmon            | Stati Uniti                   | dns   |                                          |

### Semifinali
I primi due di ogni batteria (Q) e i due tempi migliori degli esclusi (q) si qualificano alla finale.
| Pos. | Batteria | Nome                        | Nazionalità       | Tempo | Note                                     |
| ---- | -------- | --------------------------- | ----------------- | ----- | ---------------------------------------- |
| 1    | 2        | Justin Gatlin               | Stati Uniti       | 19"87 | Q                                        |
| 2    | 3        | Usain Bolt                  | Giamaica          | 19"95 | Q,                                       |
| 3    | 3        | Anaso Jobodwana             | Sudafrica         | 20"01 | Q,                                       |
| 4    | 2        | Alonso Edward               | Panama            | 20"02 | Q                                        |
| 5    | 2        | Femi Ogunode                | Qatar             | 20"05 | q,                                       |
| 6    | 3        | Ramil Guliyev               | Turchia           | 20"10 | q                                        |
| 7    | 1        | Zharnel Hughes              | Gran Bretagna     | 20"14 | Q                                        |
| 7    | 3        | Miguel Francis              | Antigua e Barbuda | 20"14 |                                          |
| 9    | 1        | Nickel Ashmeade             | Giamaica          | 20"19 | Q                                        |
| 10   | 1        | Churandy Martina            | Paesi Bassi       | 20"20 | Miglior prestazione personale stagionale |
| 11   | 1        | Lykourgos-Stefanos Tsakonas | Grecia            | 20"22 |                                          |
| 12   | 3        | Roberto Skyers              | Cuba              | 20"23 |                                          |
| 13   | 3        | Daniel Talbot               | Gran Bretagna     | 20"27 | Miglior prestazione personale            |
| 14   | 2        | Yancarlos Martínez          | Rep. Dominicana   | 20"31 |                                          |
| 15   | 1        | Christophe Lemaitre         | Francia           | 20"34 |                                          |
| 15   | 3        | Kenji Fujimitsu             | Giappone          | 20"34 |                                          |
| 17   | 1        | Akani Simbine               | Sudafrica         | 20"37 |                                          |
| 18   | 1        | Warren Weir                 | Giamaica          | 20"43 |                                          |
| 19   | 1        | Brendon Rodney              | Canada            | 20"46 |                                          |
| 20   | 2        | Abdul Hakim Sani Brown      | Giappone          | 20"47 |                                          |
| 21   | 2        | Jeremy Dodson               | Samoa             | 20"53 |                                          |
| 22   | 2        | Reynier Mena                | Cuba              | 20"56 |                                          |
| 23   | 2        | Julian Forte                | Giamaica          | 20"57 |                                          |
| 24   | 3        | Kei Takase                  | Giappone          | 20"64 |                                          |

### Finale
| Pos. | Corsia | Nome            | Nazionalità   | Tempo | Note                                     |
| ---- | ------ | --------------- | ------------- | ----- | ---------------------------------------- |
|      | 6      | Usain Bolt      | Giamaica      | 19"55 | Miglior prestazione mondiale stagionale  |
|      | 4      | Justin Gatlin   | Stati Uniti   | 19"74 |                                          |
|      | 7      | Anaso Jobodwana | Sudafrica     | 19"87 | Record nazionale                         |
| 4    | 9      | Alonso Edward   | Panama        | 19"87 | Miglior prestazione personale stagionale |
| 5    | 5      | Zharnel Hughes  | Gran Bretagna | 20"02 | Miglior prestazione personale            |
| 6    | 3      | Ramil Guliyev   | Turchia       | 20"11 |                                          |
| 7    | 2      | Femi Ogunode    | Qatar         | 20"27 |                                          |
| 8    | 8      | Nickel Ashmeade | Giamaica      | 20"33 |                                          |